# Nuuanu muelleri
Nuuanu muelleri är en kräftdjursart som beskrevs av Ortiz 1976.